# Marina Nuñez del Prado
Pour les articles homonymes, voir Del Prado.
Marina Núnez del Prado (17 octobre 1910 à La Paz -9 septembre 1995 à Lima) est considérée comme une des plus grands sculpteurs d’Amérique du Sud.